# Herbert Rimpl
Herbert Rimpl (* 25. Januar 1902 in Malmitz, Schlesien; † 2. Juni 1978 in Wiesbaden) war ein deutscher Architekt. Er gilt als einer der wichtigsten Industriearchitekten in der Zeit des Nationalsozialismus.

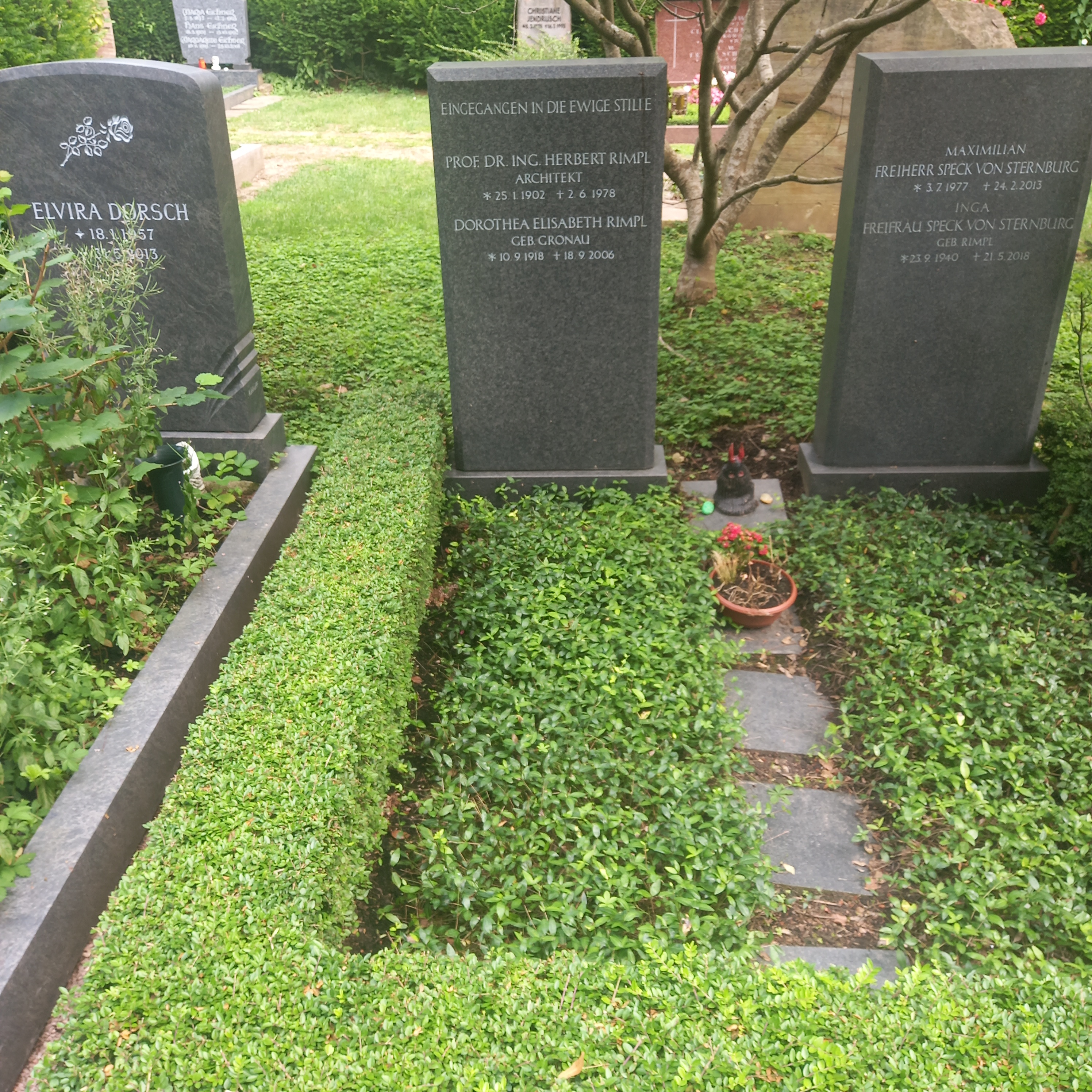
Das Grab von Herbert Rimpl und seiner Ehefrau Dorothea Elisabeth geborene Gronau auf dem Südfriedhof (Wiesbaden)

## Leben
Herbert Rimpl kam 1902 im schlesischen Mallmitz als Sohn des Technikers Ferdinand Rimpl und dessen Ehefrau Ella, geborene Wornast, zur Welt. 1909 siedelte die Familie in die Region um Lodz. Bis 1922 besuchte Rimpl das Realgymnasium in Kadaň (ehemals: Kaaden). Ab dem Wintersemester 1922/23 studierte er Architektur unter anderem bei Theodor Fischer und German Bestelmeyer an der TH München. Nach dem Mitte 1926 abgeschlossenen Studium in München und der Tätigkeit im Büro von Theodor Fischer arbeitete er ab Juli 1926 bei der Rhein-Main-Donau AG. Von August 1927 bis Anfang 1929 war er Baureferendar bei der Oberpostdirektion und Regierungsbaumeister in Augsburg. Für die Post entwarf er unter anderem die Kraftwagenhalle in Kempten (Allgäu). Danach wechselte er in das Büro von Dominikus Böhm in Köln. Rimpl wurde Projektleiter in einem Zweigbüro, das Böhm im oberschlesischen Zabrze (ehemals Hindenburg) eröffnete. Ab April 1933 arbeitete er als Kustos beim Kunstverein Augsburg.
Zum 1. April 1933 trat Rimpl in die NSDAP ein (Mitgliedsnummer 1.809.367). 1934 wurde er Leiter der Konstruktionsabteilung der Heinkel-Werke mit ca. 700 Mitarbeitern. Aufgrund einer Anfrage von Carl Clemens Bücker übernahm er 1935 den Auftrag für den Neubau der Rangsdorfer Werksanlagen der Bücker Flugzeugbau, die enge Verbindungen zu Heinkel pflegte. 1937–1945 war Rimpl in Salzgitter und Linz für die Hermann-Göring-Werke als Chefarchitekt tätig. 1944 wurde er in den Stab von Albert Speer berufen. Er hat zahlreiche Wiederaufbauplanungen für die zerstörten deutschen Großstädte durchgeführt. Sein Büro war für mehrere Dutzend Bauprojekte im Rahmen der unterirdischen Verlagerung der Rüstungsindustrie verantwortlich. Das bekannteste ist das KZ Mittelbau-Dora, wo vor allem die „Vergeltungswaffe 1“ und die „Vergeltungswaffe 2“ produziert wurden. Rimpl stand 1944 in der Gottbegnadeten-Liste des Reichsministeriums für Volksaufklärung und Propaganda.
Ende 1946 wurde Rimpl in Neunburg vorm Wald in der Oberpfalz auf der Basis von unvollständigen Angaben entnazifiziert und als nicht betroffen eingestuft. Das Verfahren wurde Anfang 1948 erneut aufgenommen. Rimpl bestritt, jemals in die NSDAP eingetreten zu sein. Am 23. März 1948 schloss das Spruchkammerverfahren mit der Feststellung, dass Rimpl vom Gesetz zur Befreiung von Nationalsozialismus und Militarismus nicht betroffen sei.
Bereits 1946 hatte Rimpl ein eigenes Büro mit drei Mitarbeitern in Mainz eröffnet. Hier war er für den Wiederaufbau des Bassenheimer Hofs und Planungen für Hafen und Industrieanlagen tätig.
1949 wurde er vom hessischen Kultusministerium als Direktor des im Juli 1949 gegründeten Staatlichen Hochschulbauamtes für die TH Darmstadt vorgeschlagen. Die Ernennung wurde trotz massivem Widerstand der TH vollzogen. Hintergrund des Protests war die Befürchtung der Darmstädter Architekturprofessoren, dass sie bei den anstehenden Aufträgen zu wenig Berücksichtigung finden würden. Ihr favorisierter Kandidat Christoph Miller hatte zunächst das Nachsehen, da er wegen seiner Entnazifizierung nicht sofort eingestellt werden konnte. Rimpl entwickelte zusammen mit seinen Mitarbeitern noch 1949 mehrere Varianten der Wiederaufbauplanung der TH Darmstadt. In einer Variante wurde das Gelände der Lichtwiese bereits überplant. Senat und Baukommission plädierten jedoch mehrheitlich für eine Erweiterung in der Innenstadt. Im Januar 1950 beendete er diese Tätigkeit.
Rimpl betrieb ab 1950 ein Architekturbüro in Wiesbaden. Er nahm an zahlreichen Wettbewerben teil und konnte vordere Plätze erzielen. Zu seinen wichtigsten Bauwerken nach 1950 zählen das Bundeskriminalamt (1951–1954) in Wiesbaden, das HOAG-Verwaltungsgebäude (1954) in Gelsenkirchen, das Postgebäude in Düsseldorf-Oberbilk (1953), das Amelia-Earhart-Hotel (1955–1956) in Wiesbaden, die Heilig-Geist-Kirche (1961) in Wiesbaden-Biebrich, die Staatliche Ingenieurschule (1957–1964) Gauß in Berlin, die Akademien für die Bundespost (1964–1974) in Dieburg. Daneben hat er zahlreiche Wohnhäuser, Schulen und Verwaltungsgebäude errichtet.
Von 1955 bis 1964 gehörte er dem Architektenbeirat der hessischen Landeshauptstadt Wiesbaden an.
Rimpl war mit Dorothea-Elisabeth Gronau (1908–2006) verheiratet. Aus der Ehe sind die Kinder Wolfgang (* 1939), Inga Freifrau Speck von Sternburg (1940–2018) und Lothar (* 1943) hervorgegangen. Rimpl starb nahezu unbeachtet am 2. Juni 1978 in Wiesbaden.

## Über ihn
„Ich war doch kein Scheiß-Architekt, wie z. B. Rimpl, der km-lange Nazi-Fassaden produzierte!“

## Ehrungen
- 1939: Aufnahme in den Grossdeutschen Architektenorden.
- 1940: Kriegsverdienstkreuz 2. Klasse.
- 1941: Kriegsverdienstkreuz 1. Klasse.
- 1943: Professorentitel verliehen durch Adolf Hitler.

## Bauten

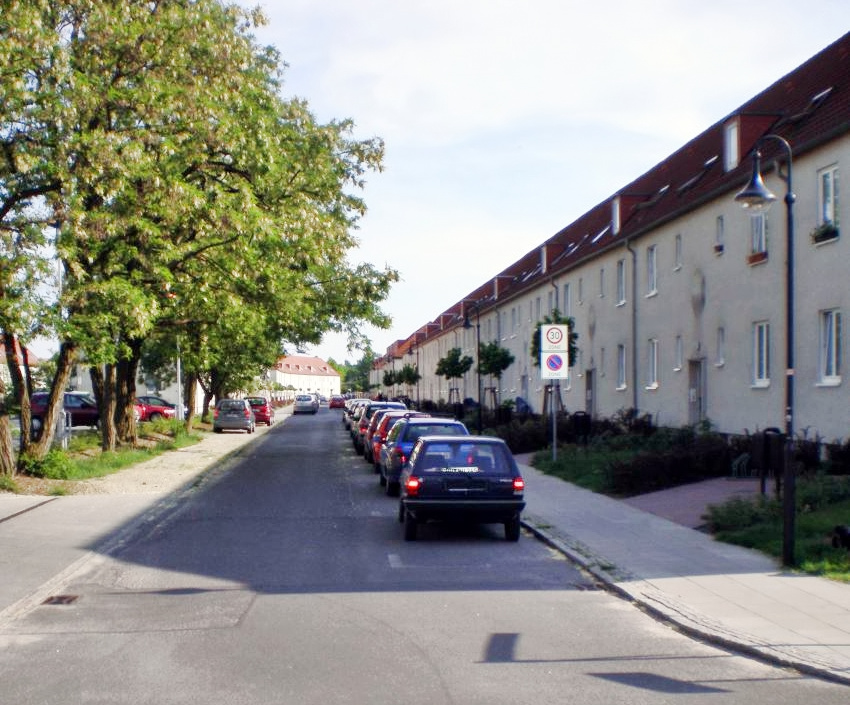
Blick in die „Weiße Stadt“ in Oranienburg, 2007 (früher: „Heinkel-Siedlung“)

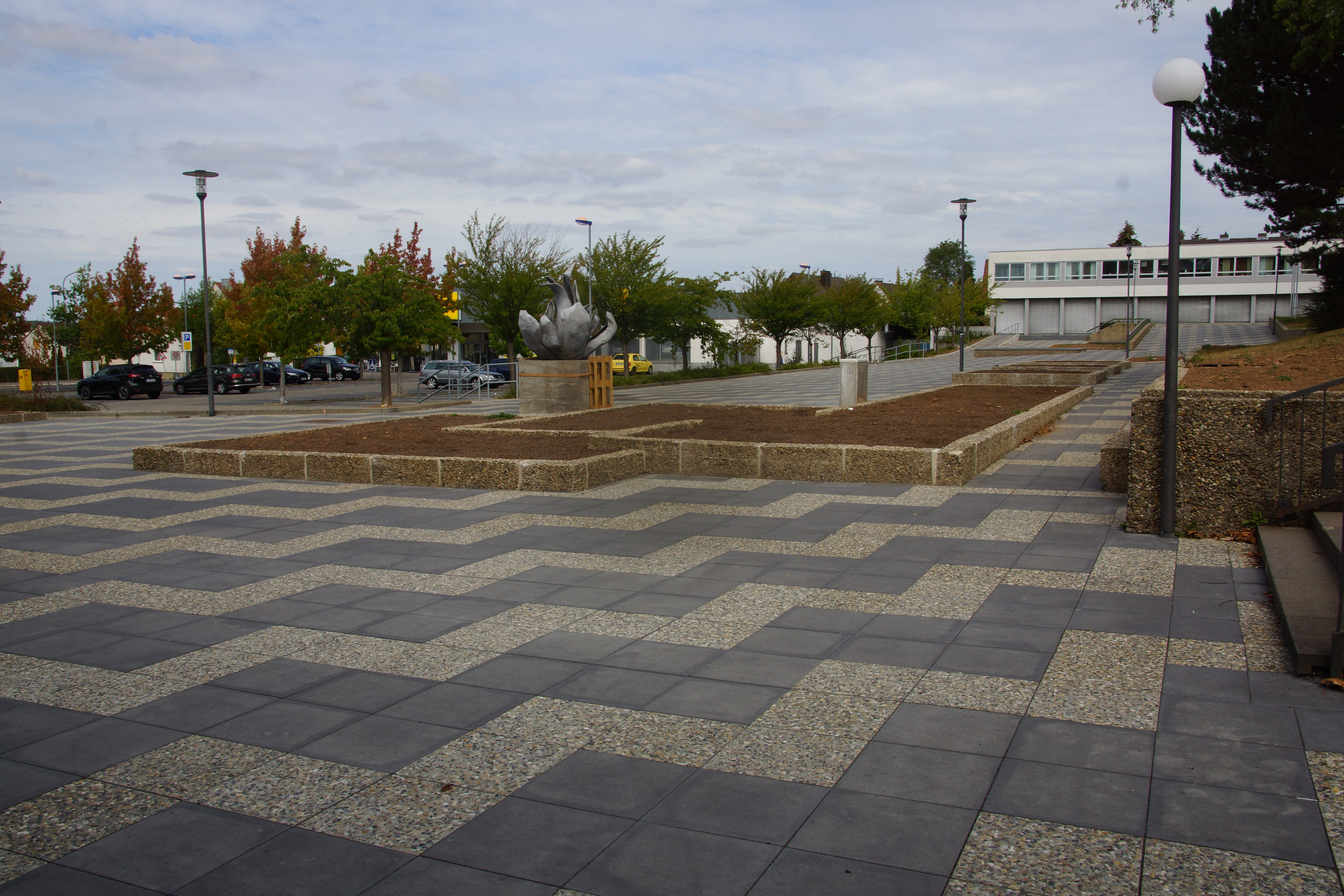
Platz der Weißen Rose in Fulda, das Denkmal schuf Rimpls Tochter Inga von Sternburg (* 1940, † 2018)

- 1934: Heinkel-Verwaltungsgebäude in Rostock
- 1935: Werksanlagen der Bücker Flugzeugbau am Reichssportflughafen Rangsdorf (Chefplaner: Otto Meyer-Ottens)
- 1934–1936: Heinkel-Werk in Oranienburg
- 1936–1938: Wohnsiedlungen Leegebruch und Weiße Stadt in Oranienburg
- 1937–1938: Betriebsanlagen der Grube Haverlahwiese in Salzgitter
- 1938–1939: Wohnsiedlung Kniestedt in Salzgitter
- 1940: Siedlung Bindermichl in Linz
- 1938–1944: Siedlung Münichholz in Steyr[6]
- 1949–1950: Wohnsiedlung Crestview der US-Armee in Wiesbaden
- 1953–1954: Dienstgebäude des Bundeskriminalamtes in Wiesbaden, Thaerstraße
- 1954: Verwaltungsgebäude der Drahtwerke der HOAG in Gelsenkirchen, Kurt-Schumacher-Straße (mit Otto Prinz [1902–1958])[7]
- 1956: Verwaltungsgebäude der Berlinische Lebensversicherung AG, Wiesbaden
- 1958–1959: Verwaltungsgebäude der Landesversicherungsanstalt Hessen in Frankfurt am Main
- 1959–1960: Heilig-Geist-Kirche in Wiesbaden-Biebrich
- 1961–1964: Ingenieurschule Friedrich Gauß in Berlin (heute: Berliner Hochschule für Technik)
- 1961–1967: Gemeindezentrum St. Paulus (Geschwister-Scholl-Gymnasium, Kindergarten, Sparkasse und katholischer Pfarrkirche)[8] mit Platz der Weißen Rose in Fulda
- 1964–1971: Ingenieurakademie der Deutschen Bundespost (später: FH) (Aula, Hörsaalgebäude, Mensa, Studentenwohnheime, Turnhalle, Schwimmhalle) in Dieburg (teilweise abgerissen) (heute: Campus Dieburg der Hochschule Darmstadt)
- bis 1974: Berufsbildungszentrum der Oberpostdirektion („Poststadt“) in Bremen